# Marell Boats
Marell Boats AB är en svensk båttillverkare.
Marell Boats AB grundades 2006 i Östhammar av båtbyggaren Patrik Söderholm. Det tillverkar framför allt fritidsbåtar och snabbgående bruksbåtar av aluminium i storleken 7–15 meter.
Företaget ägs av Patrik Söderholm, som 1994 – tillsammans med IT-entreprenören Pål Krüger (1944–2002) – också grundade båttillverkaren Marine Aluminiumtechnic AB i Öregrund, numera Anytec.